# Astérix et Obélix : Le Combat des chefs
Pour les articles homonymes, voir Le Combat des chefs.
Production
Diffusion
Astérix et Obélix : Le Combat des chefs est une mini-série d'animation 3D française en cinq épisodes de trente minutes, créée par Alain Chabat et diffusée depuis le 30 avril 2025 sur la plateforme Netflix.
Il s'agit de l'adaptation de l'album Le Combat des chefs de René Goscinny et Albert Uderzo, publié en 1966.

## Synopsis
Le druide Panoramix sombre dans la folie et perd la mémoire après qu'Obélix lui a malencontreusement lancé un menhir sur la tête… Alors que le druide a oublié la recette de la potion magique, les Romains en profitent pour organiser un « combat des chefs » : Abraracourcix est défié par Aplusbégalix, chef d'un village gallo-romain. Le vainqueur deviendra chef du village adverse. Ainsi, en cas de défaite, le village des irréductibles Gaulois passera sous le contrôle de Jules César…

## Distribution des voix
Sauf indication contraire, les informations mentionnées dans cette section peuvent être confirmées par les bases de données cinématographiques IMDb et Allociné,  présentes dans la section « Liens externes ».

### Voix principales
- Alain Chabat : Astérix, Agecanonix et l'arbitre Touinepix
- Gilles Lellouche : Obélix
- Anaïs Demoustier : Métadata
- Laurent Lafitte : Jules César
- Thierry Lhermitte : Panoramix
- Grégoire Ludig : Abraracourcix et le Romain sommelier
- Géraldine Nakache : Bonemine
- Grégory Gadebois : Aplusbégalix
- Jean-Pascal Zadi : Potus
- Fred Testot : Fastanefurius et le légionnaire germophobe

### Voix récurrentes
- Jérémy Prévost : Idéfix et Dimilliondeclix
- Jeanne Balibar : Apothika
- Jérôme Commandeur : La maman de César et Blackangus
- Stéfi Celma : Annabarbera
- Alexandre Astier : Ordralfabétix
- Pio Marmaï : Cétautomatix et le chef de chantier
- David Marsais : Assurancetourix et le légionnaire « Ça fait sens »
- Barbara Tissier : Iélosubmarine
- Marie Facundo : Mme Agecanonix
- Gérard Darmon : Toutétobofix
- Chantal Lauby : la maman romaine
- Xavier Fagnon : le narrateur

### Voix invités
- Tanino Liberatore : le caricaturiste
- Emmylou Homs : Astérix enfant
- Kaycie Chase : Obélix enfant
- Oscar Douieb : Aplusbégalix enfant
- Marie Bouvier : Gélatine, la maman d'Obélix
- Maurice Barthélemy : le gaulois « Et mes troncs je les mets où ? » et le légionnaire « Trop de Dieux »
- Jamel Debbouze : Sucettalanix et la Poule
- Benoît Oullion : Barbix et légionnaire « Obel 9 »
- Antoine Schoumsky : le légionnaire « Tous sauf un »
- Lana Ropion : Cumulus
- Bianca Tomassian : Nimbus
- Fabrice Joubert : le forain « C'est bon ! »

## Production
Le Combat des chefs est une mini-série destinée à la plateforme Netflix et co-réalisée par Alain Chabat et Fabrice Joubert. Le premier co-écrit par ailleurs le scénario, avec Benoît Oullion et Pierre-Alain Bloch (alias Piano). La série se base sur l'album Comment Obélix est tombé dans la marmite du druide quand il était petit pour le premier épisode et sur l'album Le Combat des chefs, tout en prenant quelques libertés avec celui-ci. Amateur d'Astérix depuis l'enfance, Alain Chabat calque le design des personnages sur les dessins d'Albert Uderzo de la fin des années 1960 et du début 1970, « entre Astérix aux Jeux olympiques et Les Lauriers de César », et utilise le modelage des personnages par un sculpteur afin de rendre l'animation 3D la plus fidèle possible..

### Développement
Début mars 2021, Netflix, Les Éditions Albert René et le producteur Alain Goldman annoncent qu'ils développent une nouvelle série d’animation 3D sur Le Combat des chefs, un des albums de la série Astérix publié en 1966, qui est confiée à Alain Chabat pour l'adaptation et la réalisation.

« Écrire et réaliser une série d’animation a toujours été un rêve. Je suis ravi de pouvoir le réaliser avec Astérix dont je suis fan depuis des années ! Cela s’annonce comme une aventure extraordinaire »

— Alain Chabat
Ce dernier, déjà scénariste et réalisateur d'Astérix et Obélix : Mission Cléopâtre (2002), énorme succès au box-office français avec 14 millions d’entrées, a choisi Netflix pour une diffusion prévue en 2023.
Début février 2022, ce projet se confectionne au studio TAT à Toulouse, avec plus de soixante infographistes,, assisté de Kristof Serrand, ancien de DreamWorks.

### Fiche technique
Sauf indication contraire, les informations mentionnées dans cette section peuvent être confirmées par les bases de données cinématographiques IMDb et Allociné,  présentes dans la section « Liens externes ».
- Titre original : Astérix et Obélix : Le Combat des chefs
- Réalisation : Alain Chabat et Fabrice Joubert
- Création : Alain Chabat, d'après l’œuvre de René Goscinny et Albert Uderzo
  - Scénario : Alain Chabat , en collaboration avec Pierre-Alain Bloch (alias Piano) et Benoît Oullion
  - Adaptation et dialogues : Alain Chabat et Benoît Oullion
- Musique : Mathieu Alvado
- Direction artistique : Aurélien Prédal
- Direction de l'animation : Kristof Serrand
- Montage : David Boyadjian et Florent Colignon
- Direction du storyboard : Rodolphe Guenoden
- Storyboard : Marc-Antoine Buhagiar, Jérémie Guneau, Benjamin Lagard, Adrian Maganza, Antoine Rota et Yoann Roussin
- Design des personnages : Alfonso Salazar
- Illustration 2D : Tanino Liberatore (dessin d'Abraracourcix et Bonemine, épisode 3)
- Production : Alain Goldman
- Studio d'animation : TAT Productions
- Studio de prévisualisation : Les Androïds Associés
- Sociétés de production : Les Éditions Albert René et Légende Films
- Société de distribution : Netflix
- Pays de production :  France
- Langue originale : français
- Format : couleur - 16:9 HD - Dolby Digital
- Genre : animation, aventure, comédie
- Nombre de saison : 1
- Nombre d'épisodes : 5
- Durée : 32 à 43 minutes par épisode
- Date de première diffusion : 30 avril 2025 sur Netflix

## Épisodes
Sauf indication contraire, les informations mentionnées dans cette section peuvent être confirmées par les bases de données cinématographiques IMDb et TMDB,  présentes dans la section « Liens externes ».

### Épisode 1
50 av. J.-C. : une légion romaine menée par le centurion Potus s'apprête à attaquer une fois de plus le village gaulois, que ses habitants gavés de potion magique repoussent avant même que l'assaut n'ait commencé.
78 av. J.-C. : Astérix et Obélix, nés le même jour, sont les deux enfants les plus inséparables du village, et le deuxième vient de trouver un trèfle à quatre feuilles lors d'une balade en forêt. Au village, le druide Panoramix continue ses recherches pour retrouver la recette de la potion magique qui donne une force surhumaine, inquiet de la montée en puissance de Jules César.
À l'école, Obélix, très timide et terrifié à l'idée de parler en public, s'évanouit lors d'un exposé passé avec Astérix. Un peu plus tard, il est harcelé par le jeune Aplusbégalix, que son père, chef du village voisin, a confié au chef Toutétobofix pour quelques jours. Crâneur, celui-ci met au défi Astérix et Obélix de voler la serpe d'or du druide dans sa hutte. 
Le soir venu, profitant d'un banquet, les enfants vont dans la demeure de Panoramix et cherchent la serpe d'or. Obélix, attiré par la marmite contenant la potion, la goûte et, la jugeant trop fade, y rajoute du homard et des fraises. Mais Panoramix revient à sa hutte grâce à un stratagème d'Aplusbégalix, ce qui pousse Astérix et Obélix à se cacher, ce dernier s'accrochant à la crémaillère au dessus de la marmite, qui finit par céder peu après le départ du druide, faisant tomber Obélix dans la potion magique et provoquant un puissant éclair de lumière. Les villageois retrouvent Obélix dans la marmite renversée et vide, avec un Astérix éploré à ses côtés.

### Épisode 2
En 50 av. J.-C., toute la Gaule est donc occupée par les romains, sauf le village des irréductibles Gaulois qui résiste encore et toujours à l'envahisseur, comme le rappellent la jeune archiviste Métadata et la mère de Jules César. Celui-ci est ennuyé de ce détail pour son triomphe et souhaite la soumission totale des irréductibles.
Métadata, contre l'avis de son oncle le centurion Fastenfurius, propose un plan à César, à savoir utiliser la vieille coutume gauloise du combat des chefs : si un chef gallo-romain ayant lancé le défi au chef des irréductibles le vainc en combat singulier, il l'évincera et gouvernera alors le village vaincu en plus du sien, le rendant lui aussi gallo-romain. César, conquis par cette idée, charge Métadata de l'organisation du combat, et l'envoie avec Fastenfurius en Gaule.
Au village, un banquet est organisé en l'honneur de Toutatis pour fêter les trente jours sans attaque romaine, la légion de Potus préférant ne pas prendre de risque et attendre la relève, qui semble finir par arriver avec Métadata et Fastenfurius à leur tête, mais ce dernier informe le centurion qu'il doit rester au camp avec ses hommes pour les seconder dans l'organisation du combat.
Abraracourcix est tombé malade d'une crise de foie suite au banquet de la veille, au grand dam de Bonnemine qui projetait de partir à Lutèce. Comme il n'y a plus de potion magique, Panoramix va chercher des ingrédients en forêt. Il tombe sur une patrouille camouflée menée par Potus, qui le kidnappe. Astérix et Obélix entendent les appels à l'aide du druide, et Obélix lance son menhir sur les romains pour les arrêter, mais l'imposant rocher tombe sur Panoramix, qui a survécu mais est inconscient. Les romains rentrent faire leur rapport à Fastenfurius, et déclarent le druide mort. Métadata et son oncle se rendent alors sur les recommandations du centurion au village gallo-romain de Serum rencontrer Aplusbégalix, chef dévoué et « fort comme le Forum ». Celui-ci accepte avec enthousiasme de participer au combat des chefs jusqu'à connaître l'identité de son adversaire, mais se voit rassuré à la nouvelle de la supposée mort du druide, Fastenfurius lui faisant miroiter un enchaînement victorieux de combats des chefs lui faisant devenir chef unique de tous les villages de Gaule. 

### Épisode 3
Aplusbégalix va avec sa suite au village des irréductibles défier Abraracourcix pour le combat des chefs, mais son arrogance se voit ébranlée après qu'il a vu Panoramix, vivant et visiblement de très bonne humeur. Non loin du village, la construction de l'arène du combat des chefs bat son plein, supervisée par Métadata. 
Alerté par Aplusbégalix de la situation, Potus va au village espionner le druide, à qui on a donné une marmite et des ingrédients pour voir s'il sait toujours faire de la potion magique, mais dont les expérimentations se terminent toujours par une explosion. Repéré et attrapé par les Gaulois, Potus sert de cobaye pour les nouvelles potions qui n'explosent plus : après avoir vu sa peau changer plusieurs fois de couleur et être devenu brièvement invisible, le centurion devient tout léger et s'envole annoncer la nouvelle de la folie de Panoramix aux romains et à Aplusbégalix, qui reprend avec confiance son entraînement.

### Épisode 4
La construction de l'arène ainsi que de la fête foraine autour est terminée et le combat des chefs, commenté par l'ancien gladiateur Blackangus et la Numide Annabarbera, va bientôt commencer. S'appuyant sur un article du règlement, Abraracourcix nomme Obélix chef du village le temps du combat afin d'assurer la victoire des irréductibles. 
De nombreux spectateurs arrivent pour assister au tournoi, dont des invités de marque tels que César, sa mère et la reine Cléopâtre, mais aussi profiter de la foire, ce que font Panoramix et Apothika, fous à lier et inséparables. Les romains et Aplusbégalix apprennent avec effroi la nomination d'Obélix. Ce dernier, en colère après avoir entendu Astérix remettre en cause ses capacités auprès d'Abraracourcix, bannit son ami du village. 

### Épisode 5
César ordonne à Fastenfurius d'exécuter le plan qu'il lui a confié : de nombreux légionnaires se déploient et encerclent les irréductibles. Panoramix monte sur le ring en plein délire, mais Aplusbégalix lui donne un coup de bouclier sur la tête, ce qui l'assomme. Mais le druide se réveille lucide, se souvenant de ce qui lui est arrivé entre ces deux coups sur la tête. 
Alors que César proclame son triomphe, Astérix surgit et le défie, se déclarant comme le tout dernier des irréductibles, ne faisant plus partie du village depuis son bannissement par Obélix à la suite d'une dispute. L'Imperator ne se démonte pas et mobilise l'escadron incendiaire : des catapultes envoient des boulets enflammés sur le village pour le détruire. Alors que Fastenfurius et Potus se lancent à la poursuite d'Astérix sur les montagnes slaves, Métadata, attachée à la culture gauloise et révoltée de voir le village se faire détruire, décide de changer de camp et libère Panoramix, qui part avec elle au village pour préparer de la potion magique.
Les villageois essaient de repousser tant bien que mal les légionnaires. Acculés vers la falaise, ils sont sauvés de justesse par l'intervention d'Obélix, qui évacue tout le monde vers le village avec une tour de siège, accompagné d'Astérix qui a réussi à fausser compagnie aux romains et Apothika, qui retrouve la raison suite au crash de la tour à l'arrivée. Les romains ont cependant pris de l'avance et capturé Panoramix et Métadata, en plus d'avoir mis la main sur la marmite de potion magique. Potus en boit le premier et fait valser Obélix d'un coup de poing, entamant un combat singulier avec le Gaulois. Fastenfurius ordonne la distribution de potion à la légion, qui se voit tout entière dotée d'une force surhumaine, le centurion buvant lui-même le dernier fond de marmite.
Bien que privés de potion, les irréductibles s'élancent dans une charge désespérée, mais les romains se mettent à subir des effets secondaires de la potion : leur peau changeant de couleur et devenant luminescente, ils s'envolent légers comme des ballons, rendus hors combat par Panoramix qui, ayant anticipé leur arrivée, avait combiné à la potion magique celles qu'il avait préparées alors qu'il était fou. Le spectacle de la légion passant au dessus de l'arène de nuit enchante les spectateurs, y compris la mère de César qui jusqu'à maintenant s'ennuyait en enviant la situation de la mère de Pompée : elle remercie son fils avec gratitude. Obélix nomme de nouveau Abraracourcix chef et César gracie les Gaulois, sous les applaudissements du public. Aplusbégalix, qui s'était lâchement caché pendant la bataille, tente de se réconcilier avec Abraracourcix en lui serrant la main, mais Abraracourcix l'envoie dans les airs d'un coup de poing, mettant un terme au combat des chefs.

#### Séquence post-générique
Une séquence en 2D de 3 minutes à la Bip Bip et Coyote, intitulée Mission Potager et présentée à la fin du dernier épisode, suit un duo de sangliers cherchant à voler des légumes au potager du village farouchement gardés par une oie, croisant fugacement les événements survenus durant la série. Ils finissent par obtenir leur dû par une ruse involontaire, et le dégustent assis sur une branche en assistant au spectacle lumineux des légionnaires volants.

## Accueil

### Diffusion
Le 5 février 2025, la date de diffusion est annoncée pour le 30 avril 2025, exclusivement sur Netflix.
Une vidéo promotionnelle montrant que « toute la page Netflix est occupée par les Romains », avec les émissions vedettes portant des titres transformés, tels Breaking Barde, La casa de Pompéi ou The Crown de Laurier, est sortie le 11 juin 2024. Un teaser est mis en ligne le 16 décembre 2024 et la bande annonce officielle, le 5 mars 2025.